# Regionalwahlkreis Obersteiermark
Der Regionalwahlkreis Obersteiermark (Wahlkreis 6D) ist ein Regionalwahlkreis in Österreich, der bei Wahlen zum Nationalrat für die Vergabe der Mandate im ersten Ermittlungsverfahren gebildet wird. Der 2013 gegründete Wahlkreis umfasst die Bezirke Bruck-Mürzzuschlag, Leoben, Liezen, Murau und Murtal.
Bei der Nationalratswahl 2019 waren im Regionalwahlkreis Obersteiermark 271.302 Personen wahlberechtigt, wobei bei der Wahl die Österreichische Volkspartei (ÖVP) mit 37,5 % als stärkste Partei hervorging. Von den acht zu vergebenden Grundmandaten entfielen zwei auf die ÖVP und je eines auf die Sozialdemokratische Partei Österreichs (SPÖ) und auf die Freiheitliche Partei Österreichs (FPÖ).

## Geschichte
Nach dem Ende des Staates Österreich-Ungarn wurden für das Gebiet der Steiermark mit der Wahlordnung 1918 für die Wahl der konstituierenden Nationalversammlung vier Wahlkreise geschaffen, wobei für das Gebiet des heutigen Regionalwahlkreises der Wahlkreis Obersteier (Wahlkreis 22) gebildet wurde. Nachdem die Wahlordnung von 1923 von der austrofaschistischen Regierung 1934 außer Kraft gesetzt worden war, wurde die ursprüngliche Einteilung der Wahlkreise nach dem Zweiten Weltkrieg mit dem Verfassungsgesetz vom 19. Oktober 1945 weitgehend wieder eingeführt. Mit der Nationalrats-Wahlordnung 1971 kam es zu einer tiefgreifenden Wahlkreisreform, mit der die Anzahl der Wahlkreise in Österreich auf nur noch neun reduziert wurde. Für das Bundesland Steiermark bestand in der Folge nur noch ein Wahlkreis, der Wahlkreis Steiermark (Wahlkreis 6). Mit Inkrafttreten der Nationalrats-Wahlordnung 1992 wurde das österreichische Bundesgebiet schließlich in 43 Regionalwahlkreise unterteilt und somit ein drittes Ermittlungsverfahren eingeführt. Dadurch wurden die Bezirke Bruck an der Mur und Mürzzuschlag zum Regionalwahlkreis Steiermark Nord (6F), die Bezirke Leoben und Liezen zum Regionalwahlkreis Steiermark Nord-West (6G) und die Bezirke Judenburg, Knittelfeld und Murau zum Regionalwahlkreis Steiermark West (6H) zusammengefasst wurden. Im Zuge der Zusammenlegung von Bezirken im Bundesland Steiermark kam es per 1. Jänner 2013 auch zu einer Neuordnung der Regionalwahlkreise im Bundesland Steiermark. Dadurch wurden die bisherigen Regionalwahlkreise Steiermark Nord, Steiermark Nord-West und Steiermark West zum Regionalwahlkreis Obersteiermark verschmolzen.
Bei den Nationalratswahlen 2013 und 2017 erreichte die SPÖ die Stimmenmehrheit. Bei der Wahl 2019 wurde sie durch die ÖVP als Wahlsieger im Wahlkreis abgelöst.

## Wahlergebnisse
| Nationalratswahlen im Regionalwahlkreis Obersteiermark | Nationalratswahlen im Regionalwahlkreis Obersteiermark | Nationalratswahlen im Regionalwahlkreis Obersteiermark | Nationalratswahlen im Regionalwahlkreis Obersteiermark | Nationalratswahlen im Regionalwahlkreis Obersteiermark | Nationalratswahlen im Regionalwahlkreis Obersteiermark | Nationalratswahlen im Regionalwahlkreis Obersteiermark | Nationalratswahlen im Regionalwahlkreis Obersteiermark | Nationalratswahlen im Regionalwahlkreis Obersteiermark | Nationalratswahlen im Regionalwahlkreis Obersteiermark | Nationalratswahlen im Regionalwahlkreis Obersteiermark |
| Wahltermin                                             | GM                                                     |                                                        | SPÖ                                                    | ÖVP                                                    | FPÖ                                                    | GRÜNE                                                  | FRANK                                                  | NEOS                                                   | PILZ/JETZT                                             | Sonstige                                               |
| ------------------------------------------------------ | ------------------------------------------------------ | ------------------------------------------------------ | ------------------------------------------------------ | ------------------------------------------------------ | ------------------------------------------------------ | ------------------------------------------------------ | ------------------------------------------------------ | ------------------------------------------------------ | ------------------------------------------------------ | ------------------------------------------------------ |
| 29. September 2013                                     |                                                        | Stimmenanteile (%)                                     | 31,7                                                   | 17,8                                                   | 24,8                                                   | 7,5                                                    | 8,2                                                    | 3,1                                                    | -                                                      | 6,9                                                    |
| 29. September 2013                                     | 8                                                      | Grundmandate                                           | 2                                                      | 1                                                      | 1                                                      | 0                                                      | 0                                                      | 0                                                      | -                                                      | 0                                                      |
| 15. Oktober 2017                                       |                                                        | Stimmenanteile (%)                                     | 31,2                                                   | 28,3                                                   | 29,9                                                   | 1,6                                                    | -                                                      | 3,6                                                    | 3,3                                                    | 2,2                                                    |
| 15. Oktober 2017                                       | 8                                                      | Grundmandate                                           | 2                                                      | 2                                                      | 2                                                      | 0                                                      | -                                                      | 0                                                      | 0                                                      | 0                                                      |
| 29. September 2019                                     |                                                        | Stimmenanteile (%)                                     | 26,6                                                   | 37,5                                                   | 18,2                                                   | 8,2                                                    | -                                                      | 6,1                                                    | 1,6                                                    | 1,8                                                    |
| 29. September 2019                                     | 8                                                      | Grundmandate                                           | 1                                                      | 2                                                      | 1                                                      | 0                                                      | -                                                      | 0                                                      | 0                                                      | 0                                                      |
| 29. September 2024                                     |                                                        | Stimmenanteile (%)                                     | 22,4                                                   | 25,3                                                   | 34,3                                                   | 4,6                                                    | -                                                      | 7,2                                                    | -                                                      | 6,4                                                    |
| 29. September 2024                                     | 7                                                      | Grundmandate                                           | 1                                                      | 1                                                      | 2                                                      | 0                                                      | -                                                      | 0                                                      | -                                                      | 0                                                      |